# 야마우바

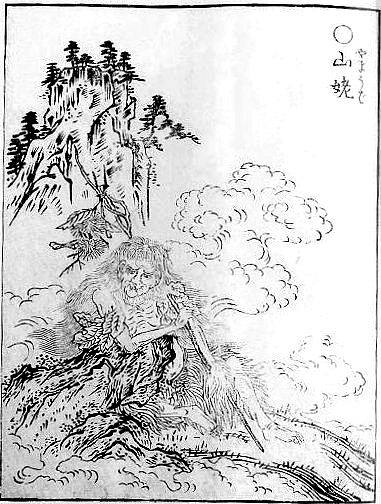
도리야마 세키엔의 『화도백귀야행』의 야마우바.

야마우바(일본어: 山姥→산 할머니)는 일본의 요괴다. 깊은 산중에 사는 노파의 모습으로, 사람을 잡아먹는다고 한다. 처음에는 자상한 부인의 모습으로 나타나 산 속에서 길을 잃은 나그네에게 숙소와 식사를 제공했다가, 나그네가 밤에 누워 잠들면 잡아먹는다. 반면에 자애로운 어머니, 할머니와 같은 모습으로 나타나는 전승도 다수 있다. 이에 관하여 상고대의 여산신들이 영락하여 요괴화된 것이 야마우바라는 설이 있다.

## 전승의 상세
“야마바바(山母)”, “야마히메”, “야마조로(山女郎)”라고도 한다.
미야자키현 니시모로카타군 미유키정(현재의 에비노시)의 “야마히메”는 길게 풀어내린 머리카락을 가진 모습으로, 미성으로 노래한다고 한다. 오카야마현의 심산유곡에 산다는 “야마히메”는 20세 정도 여성의 모습으로, 눈썹이 수려하고 진귀한 색의 코소데 차림에 검은 머리칼을 가졌는데, 조우한 사냥꾼이 철포를 쏘았으나 총알을 손으로 잡고 웃었다고 한다.
시즈오카현 이와타군의 어느 집에 찾아와 쉬고 간 “야마바바”는 나무껍질 엮은 것을 몸에 걸친 온화한 여자로, 솥을 빌려 밥을 지었는데 2홉의 쌀만 가지고 솥이 가득차도록 밥을 지었다고 한다. 그 밖에 별다른 특이점은 없었는데 툇마루에 걸터앉자 바닥이 우저적 하고 울렸다고 한다.
하치조섬에 전하는 “텟치(テッチ)”는 가미카쿠시를 하거나 밤새 엉뚱한 곳을 걷게 만드는 등 사람을 해꼬지하는데, 친해지면 꼴(秣, 우마의 먹이용 여물)을 가져다 주기도 한다. 행방불명된 아이를 3일간 키워준 일도 있다고 한다. 텟치는 몸에 부스럼이 있으며, 젖가슴이 늘어져서 다스키처럼 양 어깨에 젖가슴으로 멜빵을 맸다고 한다.
가가와현에는 강에 야마우바가 있어서 “카와죠로(川女郎)”라고도 불렀으며, 큰 물로 둑이 넘칠 것 같으면 “집 떠내려간다”고 흐느껴 우는 소리를 냈다고 한다.
시즈오카현 슈치군 하루노정(현재의 하마마츠시)의 쿠마기리(熊切)에는 “홋쵸바아(ホッチョバア)”라는 이름의 야마우바가 전해지는데, 저녁무렵 산길에 출몰한다고 한다. 산에서 축제 소리가 들려오는 괴이는 이 야마우바의 소행이라고 여겨졌다.
나가노현 히가시치쿠마군에는 “우바(ウバ)”라는 이름의, 머리카락이 길고 눈이 하나인 요괴가 전해지는데 이름을 보아 야마우바의 일종이라고도 여겨진다.
도카이도, 시코쿠, 큐슈 남부의 산지에는 야마우바와 함께 야마지지(일본어: 山爺→산 할아버지)도 있다.
요쿄쿠 『아다치가하라』에 나오는 쿠로즈카, 스와 센본마츠바라의 시타나가우바 등도 야마우바의 일종이다.
설화에서 야마우바에게 습격당해 잡아먹히는 것은 주로 우방(牛方)·마방(馬方), 통장이(桶屋), 봇짐장수(小間物屋) 등의 편력직인 내지 행상인들이다. 산길을 걸으며 산인(山人)과 접촉이 많았던 이들이 이런 전설을 만들어 퍼뜨린 것으로 생각된다.

## 해석
야마우바의 성격은 양면적이다. 소에 생선을 싣고 다니던 남자가 고개에서 야마우바를 만나 쫓기는 『牛方山姥』, 야마우바에게 쫓기던 형제가 하늘에서 내려온 사슬을 타고 올라가 달아나고, 그들을 따라 쇠사슬을 잡은 야마우바가 메밀밭에 떨어져 죽는 『天道さんの金の鎖』 등의 이야기에서는 야마우바는 사람을 잡아먹는 무시무시한 괴물이다.
한편, 『糠福米福』 같은 이야기에서는, 나무열매를 주우러 숲에 들어간 자매와 만난 야마우바가 계모에게 괴롭힘당하는 착한 언니에게는 보물을, 계모 소생의 버르장머리 없는 동생에게는 불행을 주는 심판자로서 등장한다. 『姥皮』에도 인간에게 복을 주는 존재로서의 야마우바가 등장한다. 고치현에는 야마우바가 집에 붙으면 그 집은 가세가 급속히 흥성한다는 전설이 있으며, 야마우바를 수호신으로 모시는 집도 있다.
시나노국 사쿠시에는 옛날에 야마우바가 카와쿠보지구의 성산(城山)에 있는 바위와 이치노부치(一の淵)의 유암산(流岩山)을 각각 딛고 대변을 누었다는 전설이 있다. 이 때 발뒤꿈치에 밟혀 움푹 팬 흔적이 아직도 남아 있으며, 양 지점 가운데 밭의 길이 1장(= 10척, 약 3 m)의 거암이 야마우바의 대변이라고 한다. 이 전설의 야마우바는 거신(巨神)의 성격도 가지고 있다.
이렇게 양면성을 지닌 야마우바의 원형은 산간을 생활의 터전으로 삼는 산인들이 요괴화된 것일 수도 있고, 산신을 섬긴 무당이 요괴화된 것일 수도 있다. 고장에 따라서는 “야마우바가 세탁하는 날(山姥の洗濯日)”이라고 하여 물을 써서는 안 되거나 세탁을 해서는 안 되는 날이 있다. 예컨대 기타큐슈 지방에서는 계절 마지막 13일 또는 20일이 이 날에 해당하는데, 이 날은 반드시 비가 오기 때문에 세탁을 하지 않는다고 한다. 이것은 어쩌면 야마우바가 비를 관장하는 산신의 무당이었던 옛날의 흔적일 것이다. 또한 『토오노 모노가타리』에는 광인, 산신에게 시집가는 자, 혹은 산신에게 잡혀간 자 등이 야마우바가 되었다는 전설들이 채록되어 있다. 또한 출산을 위해 여성이 입산하는 습속, 촌락에서 축제를 할 때 선택된 여성이 산에 가서 머무르는 습속 등은 산악신앙의 흔적이 남은 것으로 확인된다.

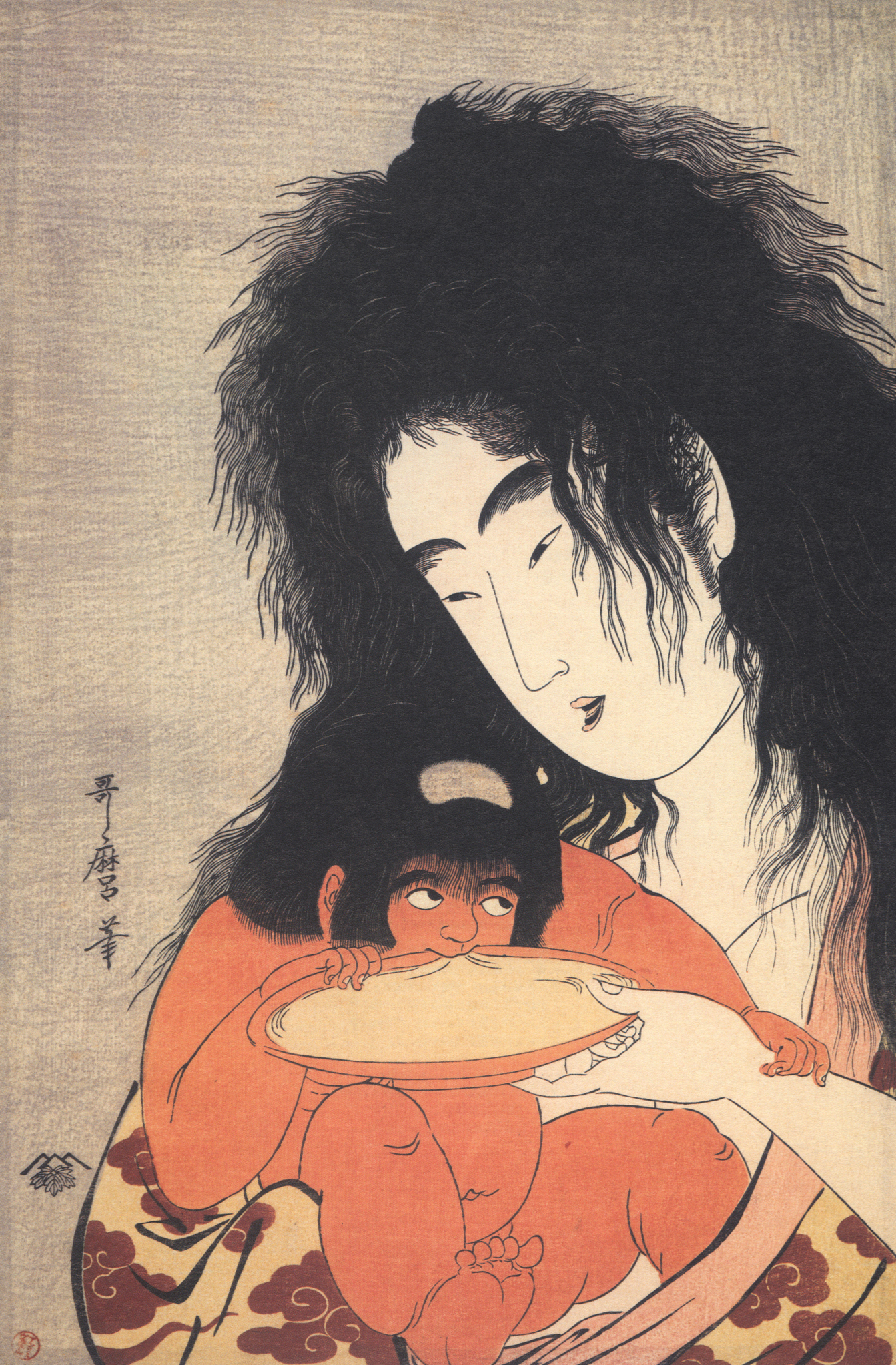
기타가와 우타마로가 그린 야마우바와 킨타로 모자.

상술한 바 야마우바는 사람을 잡아먹는 무서운 요괴로서의 일면과 더불어 온화하고 모성적인 면모도 전승된다. 아시가라산의 사카타노 킨토키(킨타로)를 비롯한 숱한 신동, 용사들을 길러낸 어머니이기도 하다. 산속에서 난산으로 고통받는 여산신 혹은 야마우바, 또는 그냥 여자를 만나서 도와준 인간이 복을 받는다는 전승이 일본 전국 각지에 여러 형태로 전해진다. 이런 이야기에서 산신은 하나같이 엄청난 다산을 하는 존재로 등장한다. 나가노현 이다시에 전해지는 전설에서는 사냥에 나선 산신 형제가 난산으로 고통받는 야마우바를 만났는데, 형제 중 형인 오호야마츠미노 미코토가 이를 도와주었더니 야마우바가 7만 8000명의 자식을 낳았고 그에게 사냥운을 주었다. 도쿠시마현에는 남자의 피부에 닿기만 해도 8만 명의 아이를 임신한 산신, 미야자키현에는 1200명의 아이를 출산한 산신 등이 있다. 도쿠시마현과 고치현에 전해지는 옛날 이야기에서는, 산신의 아내가 된 오토히메가 한번에 404명 또는 9만 9000명의 자식을 낳았다고 한다. 이처럼 임신을 굉장히 쉽게 한다는 특징, 다산과 난산이라는 자질은 본래 산신의 성격이며, 야마우바에게 난산 전설이 있음은 야마우바가 산악신앙의 신령에게서 기원하고 있음을 보여준다.
야마우바의 산령신적 특질 가운데, 죽임당한 야마우바의 시체가 여러가지로 발생한다는 이야기가 있다. 예컨대 『牛方山姥』에서는 죽임당한 야마우바의 시체가 약재, 황금 등의 귀중한 것이 되어 주인공을 부자로 만들어 준다. 또한 야마우바의 대변이나 젖이 비단이나 견사 등의 귀중품, 불가사의한 힘을 가진 물건이 되었다는 이야기도 있다. 『고사기』에 등장하는 오호츠케히메는 코, 입, 항문에서 음식물을 뱉어내고, 죽고 나서 시체에서는 누에, 벼, 좁쌀을 만들어낸다. 이자나미도 불의 신 카구츠치를 낳다가 죽지만 죽어가면서 흘린 배설물이 금광의 신, 점토의 신, 물의 신, 음식의 신이 되었다. 그런데 이 여신들이 받는 취급을 보면 알 수 있듯, 모성을 지닌 여산신의 성격을 지닌 영은 서사적으로 푸대접을 받는 경향이 있다.
예로부터 신화는 여러 세력에서 전승되던 신화들이 융합되어 전승되는 것으로서, 서로 반발하는 세력의 신들이 하나의 신화로 합쳐지면 적대 세력의 신을 최소한 부분적으로라도 왜곡하거나 은폐하게 된다. 이는 『고사기』에서 이미 볼 수 있는 현상이다. 『三枚の御札』 은 주인공이 야마우바에게 쫓기면서 야마우바에게 던진 부적이 강이나 산 같은 장애물이 된다는 것인데, 이 설화는 이자나기가 황천국에 갔다가 이자나미의 썩은 모습을 보고 달아나서 이자나미에게 쫓기는 신화와 구조가 같다.  그렇다면 야마우바라는 요괴는 대지모신이 열화된 것이 그 본원이라 생각해도 좋은 것이다. 대장장이의 신인 카나야고카미도 이러한 여신을 홀대하는 이야기가 있어서, 일본의 전통 제철법인 타타라는 여성의 참여가 금기시되었다. 기혼 여성을 낮추어 부르는 말인 “야마노카미(일본어: 山の神→여편네)”라는 말도 이런 설화의 잔재로 여겨진다.